# AK-104突击步枪
AK-104是一款由俄罗斯聯邦槍械製造商卡拉什尼科夫集團（俄語：Концерн „Калашников“，俄语罗马化：Kontsern Kalashnikova）所研製及生產的卡賓槍，是AK-103突击步枪的縮短版本，而這也是沿襲自原來的AK及其後繼的衍生型的AK-74的設計，是AK槍族成員之一。AK-104和AK-102、AK-105的設計上都非常相似，唯一的區別是口徑和相應的彈匣類型。AK-104發射的是7.62×39毫米（M43）苏联口徑步枪子彈。

## 設計及裝備
相比起AK-74M、AK-101和AK-103這些類似設計的全尺寸型步槍，AK-105、AK-102和AK-104的明顯之處是縮短的槍管，使它們成為一種介乎於全尺寸型步槍和更緊湊的AKS-74U卡賓槍之間的中間型型號。相比起AK-100系列的縮短型步槍配有較長的槍管、較長的長行程氣動活塞和向左側折疊的聚合物製槍托，AKS-74U在前兩者方面都來得更短，並配有金属架式槍托。
由於採用了能夠防震的現代化復合工程塑料部件取代舊型號所採用的木製部件，這種步槍顯得十分輕巧。塑料結構還可以防止各種惡劣的氣候以及生鏽和腐蝕。
該步槍的機匣是由衝壓钢所製成。其30發可拆式的黑色彈匣亦以玻璃钢強化塑料所製成，比舊型號的彈匣更輕巧和更耐用。而槍托也是由聚合物塑料所製成，這使它重量更輕和更耐用，而且其內部是附件儲存室，使用者可以把清槍工具儲存在槍托內部，相对于AKS-74U的金屬架槍托而言更有優勢。
AK-104具有314毫米（12.36英吋）的槍管與AKS-74U型「Krinkov」風格的槍口消焰器／制退器，使槍機更暢順地循環。由於其槍管長度比步槍為短，高壓火藥燃氣未能充分燃燒而令逸散速度更快，難以讓新一發子彈上膛，而這「Krinkov」槍口制退器就是用於吸收高壓火藥燃氣，以讓槍機能夠順利循環。此外，使用者還可透過在機匣左側的華沙條約導軌安裝各種俄式瞄準鏡。該槍最新的版本則在機匣蓋上整合了皮卡汀尼導軌，讓使用者能夠直接裝上各種西式瞄準具。
AK-100系列是由俄罗斯伊熱夫斯克的伊茨瑪希工廠所生產。

## 衍生型

### AK-204
AK-204（前稱：AK-104M；M—俄语：Модернизированный；Modernizirovanniy；意為：現代化、改進型）是AK-104的現代化改進型，在當中導入了與AK-12發展相關的一些改進，於2017年推出、2018年改為現稱。
改進包括帶有MIL-STD-1913戰術導軌的剛性化機匣防塵蓋與護木、符合人體工程學的凹槽式手槍握把、新型可伸縮調節式管狀槍托、向下延伸而可單手操作的快慢機以及新型消焰器。原AK-104的大部分備件仍可與AK-204互換使用。

## 使用國
- 白俄羅斯
- 不丹
- 印度尼西亞
- 马来西亚
  - 馬來西亞海軍特種作戰部隊
- 奈及利亞
- 俄羅斯
  - 俄羅斯聯邦安全局
  - 俄羅斯聯邦國家近衛軍
  - 俄羅斯聯邦對外情報局
  - 俄羅斯聯邦武裝力量
- 沙烏地阿拉伯
- 叙利亚[3]
- 泰國
- 委內瑞拉：與AK-103一起由CAVIM作當地合法生產。[4]
- 葉門

## 流行文化

### 电影
- 2013年—：裝上了戰術導軌護木、戰術燈和前握把的AK-104修改型由約翰·麥克連（John McClane，飾演）所使用，其兒子傑克（John "Jack" McClane, Jr.，潔·康特尼飾演）和許多恐怖分子亦有使用。
- 2016年—：其中一枝由僱傭兵使用的AK-103在被主角亨利繳獲時曾短暫變成該槍。

### 電子遊戲
- 2016年—《逃離塔科夫》：可更改槍口、槍管、槍托、握把、彈匣、瞄準器等配件。
- 2018年—《叛乱：沙漠风暴》：原型取自俄罗斯特种部队的西化AK-104，更换了枪口装置、Zenitco导轨护木、未知厂商导轨防尘盖、Magpul塑料握把、AR-15枪托（游戏中为Crane枪托）和Troy折叠机械瞄具（导轨防尘盖的固定需要占用原AK照门的固定位，导致原照门不可用）。在游戏中被称为“Alpha AK”，設定由叛亂份子所使用，需要花费4补给点装备。可更换枪口（消焰器、制退器、消音器）、供弹具（加长弹匣、弹鼓），可加装前握把、手电、激光指示器、光学瞄具等。但奇怪的是左側的武器選擇頁面顯示該槍使用5.45毫米彈匣。

## 圖集

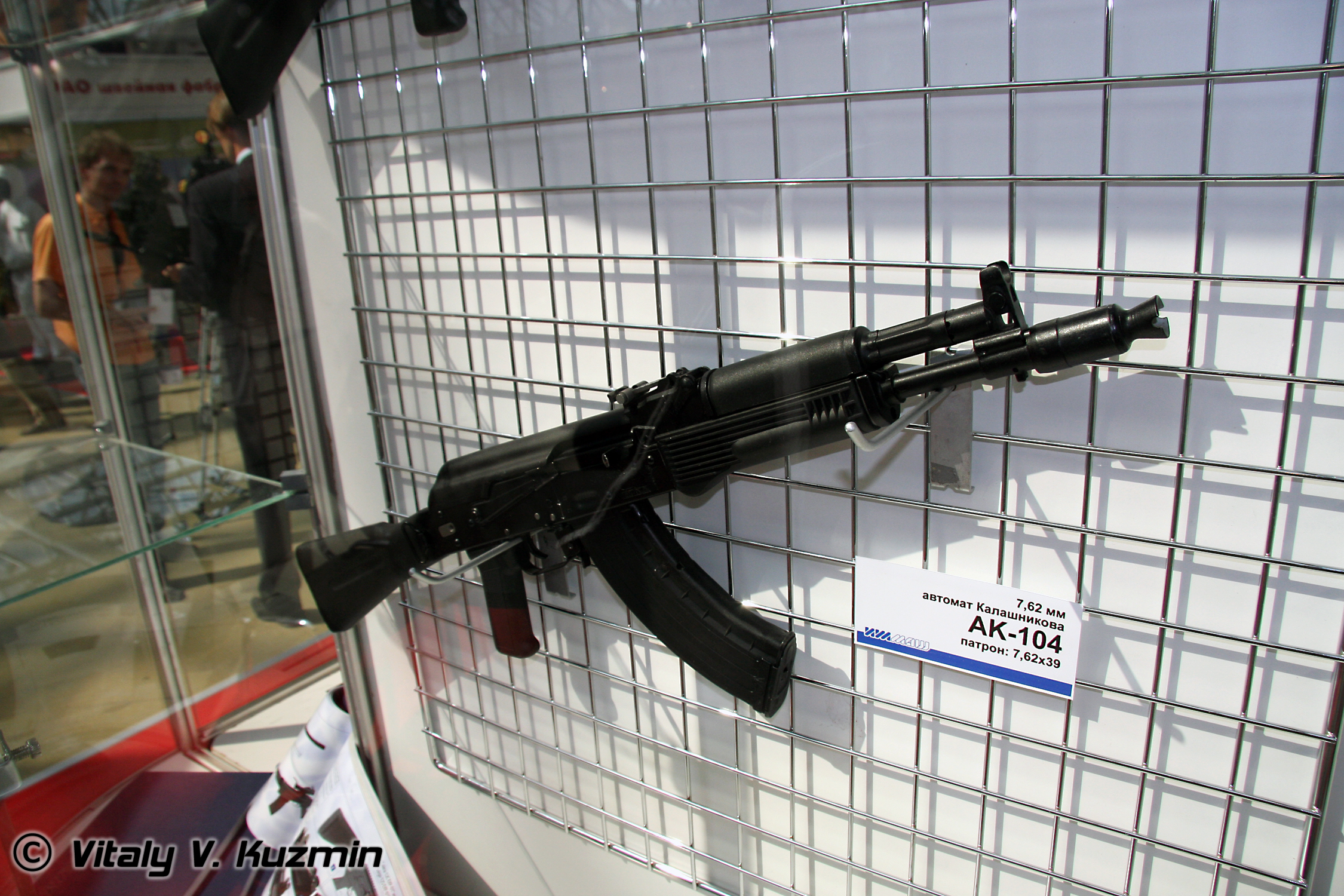
2008年IDELF展覽上的AK-104突擊步槍
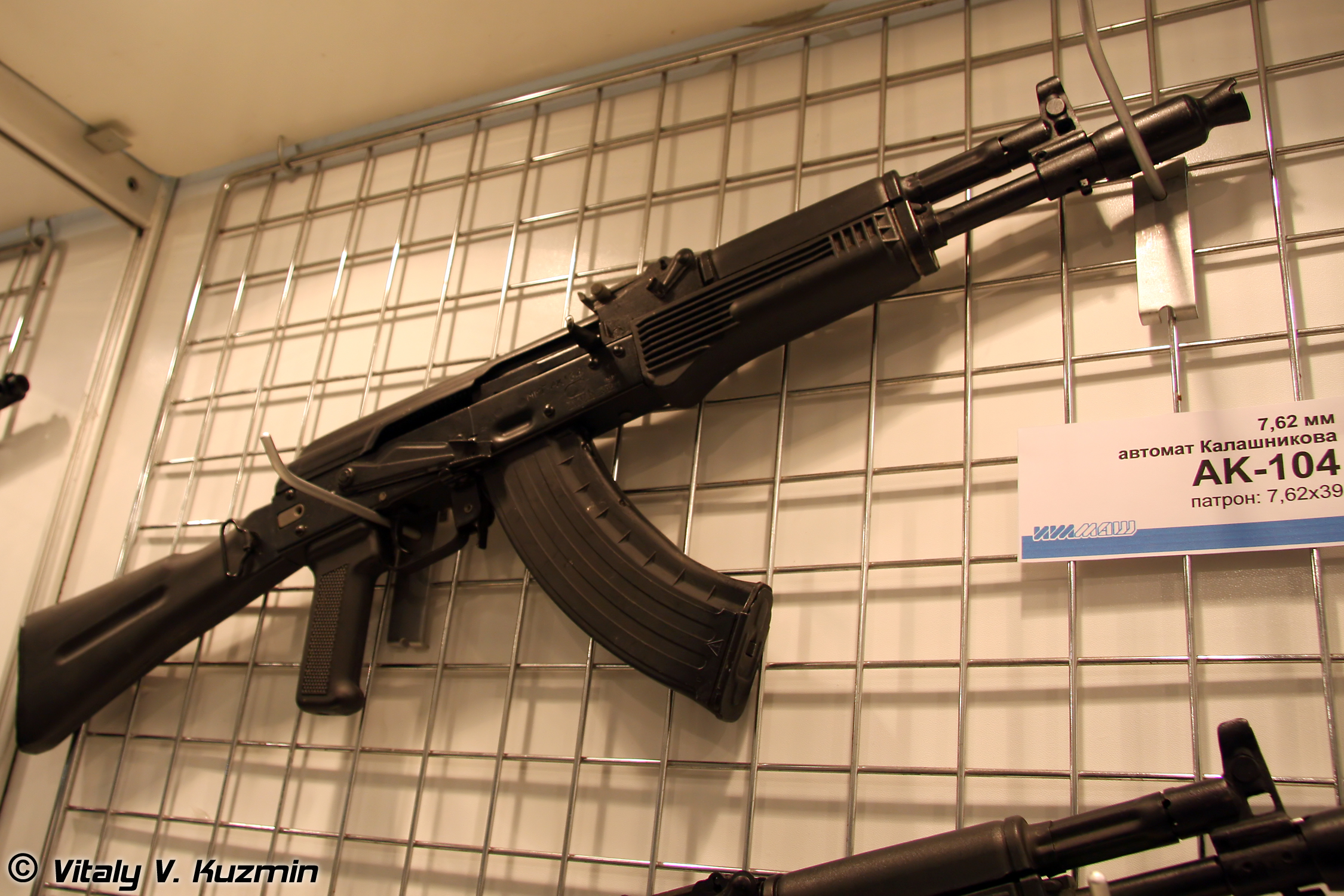
2009年俄羅斯國際軍警安防設備展（Interpolitex 2009）上展出的AK-104突擊步槍
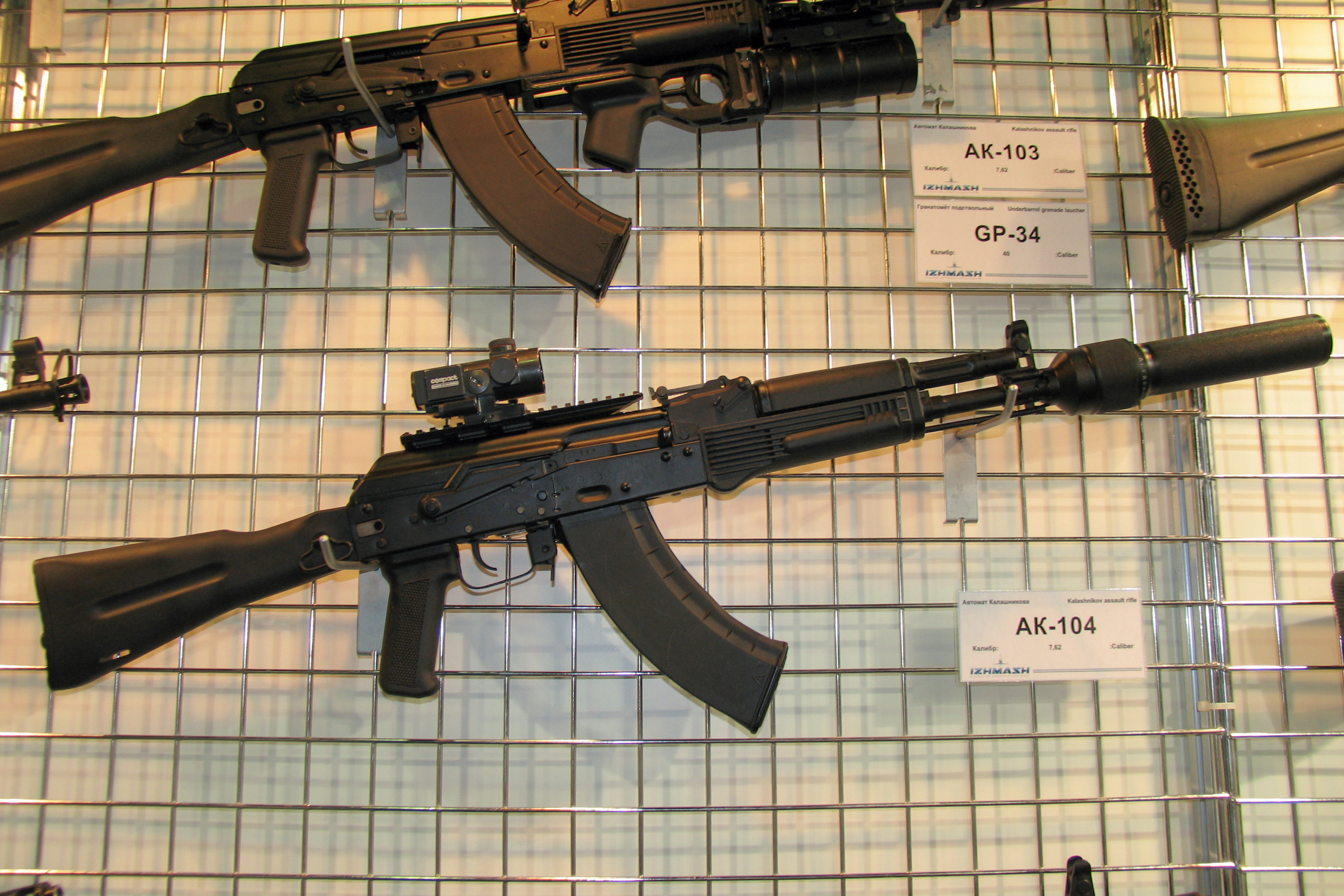
工程技術2012年國際論壇展覽上展出、裝上消聲器的AK-104突擊步槍
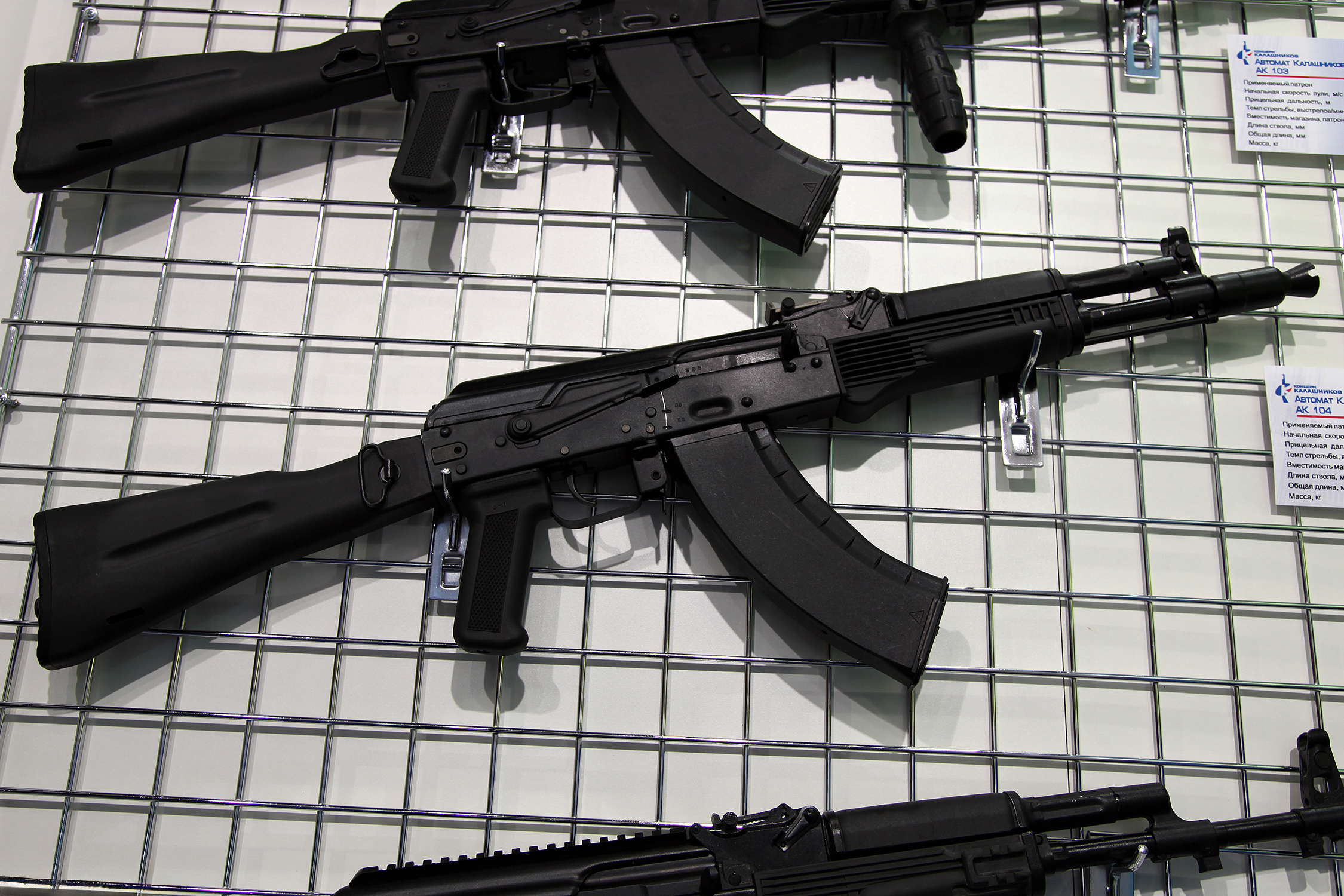
2013年俄羅斯國際軍警安防設備展（Interpolitex 2013）上展出的AK-104突擊步槍
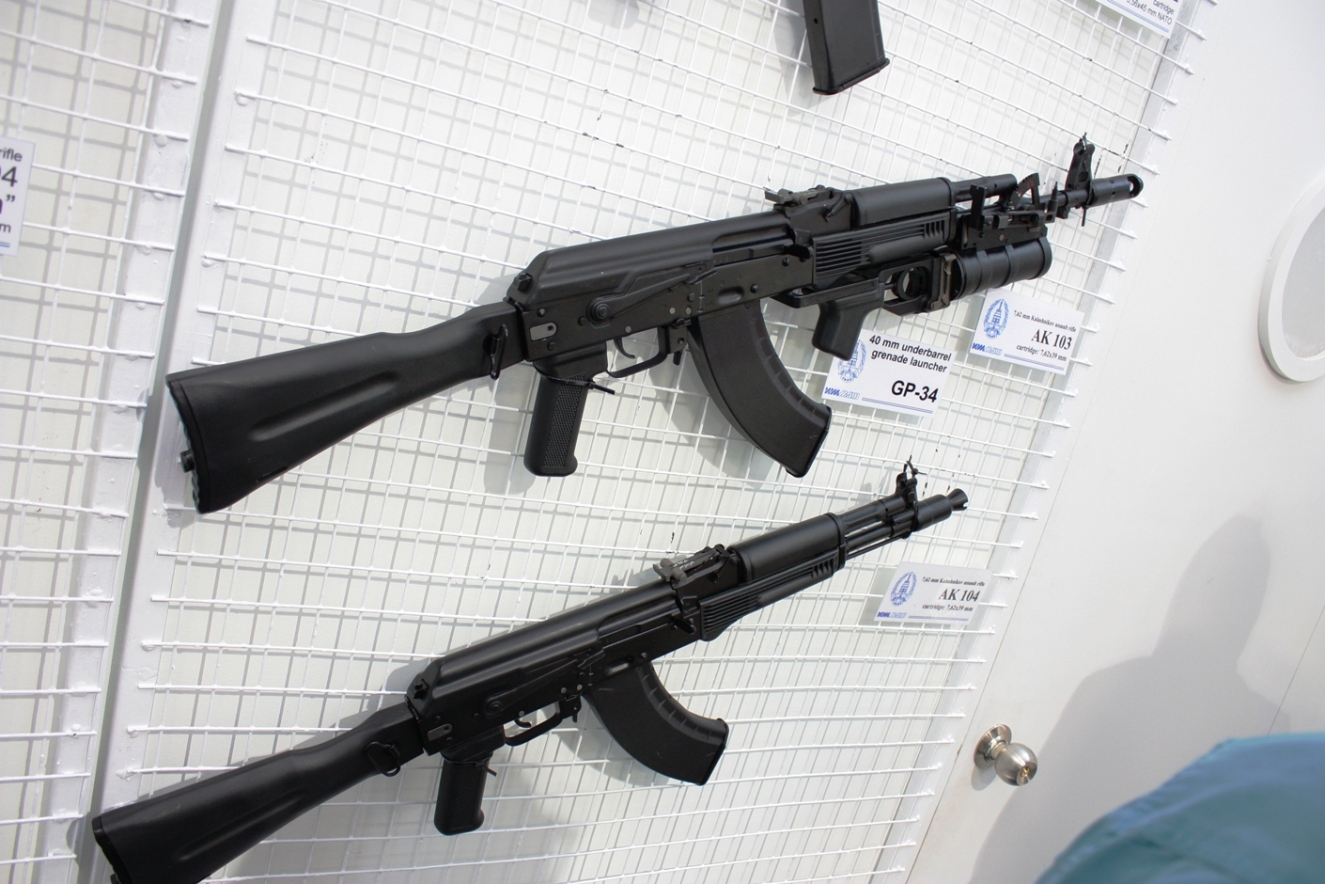
AK-104（下）
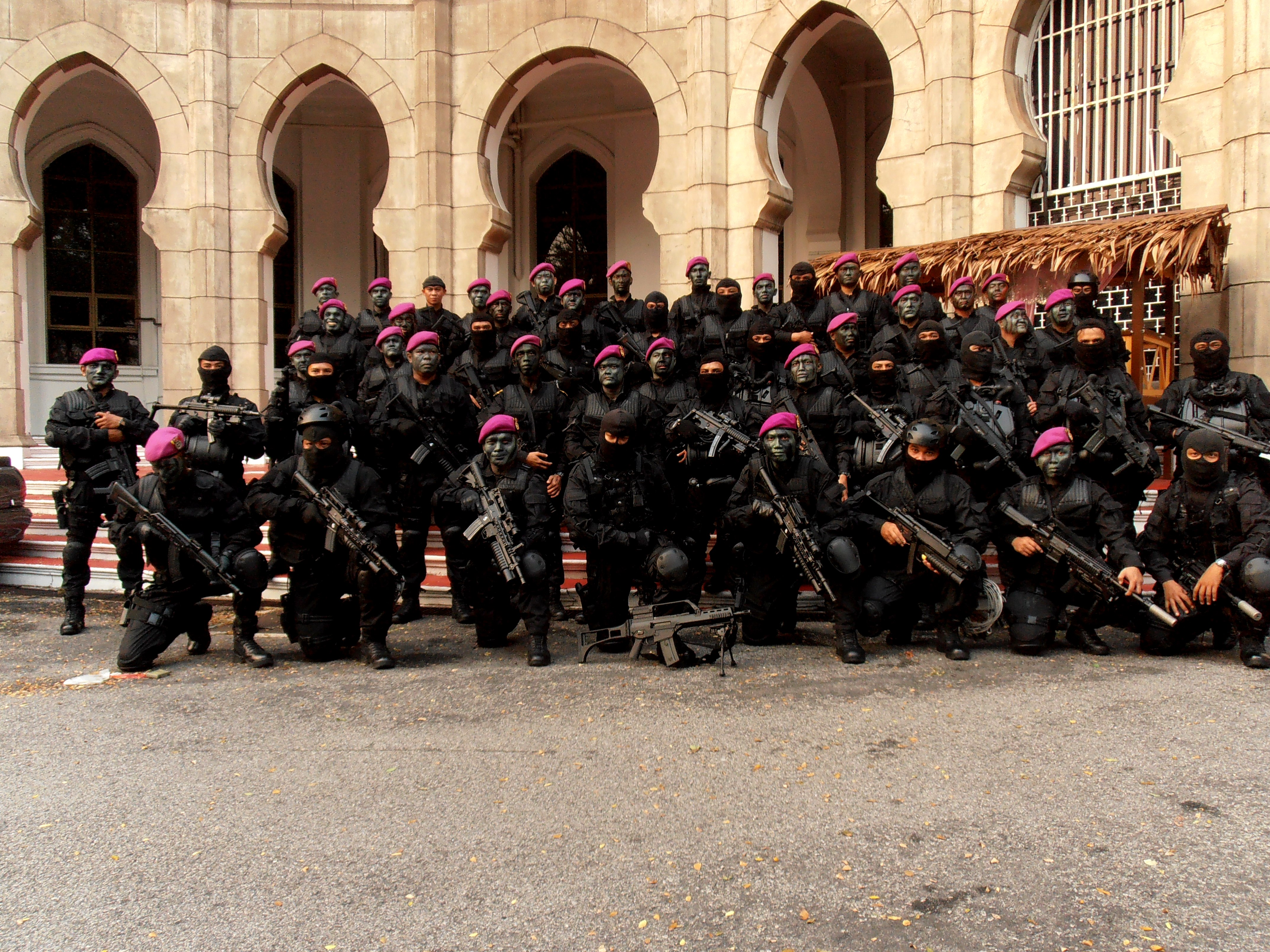
2015年，马来西亚皇家海军特种作战部队，最前排左手側的士兵手握的是AK-104突擊步槍

## 資料來源

## 外部連結
- （英文）—Milparade—Izhevsk Weapons Are Always Up-To-Date
- （英文）—Zonawar.ru—Assault rifles АК 101, АК 102, АК 103, АК 104, АК 105
- （英文）—The Firearm Blog.com—POTD: AK Shorty（页面存档备份，存于）
- （简体中文）—D Boy Gun World（槍炮世界）—AK-104短突击步枪（页面存档备份，存于）